# Ametallon acidotum
Ametallon acidotum är en stekelart som beskrevs av Christer Hansson 2004. Ametallon acidotum ingår i släktet Ametallon och familjen finglanssteklar.
Artens utbredningsområde är Costa Rica. Inga underarter finns listade i Catalogue of Life.